# Mornington Crescent (Spiel)

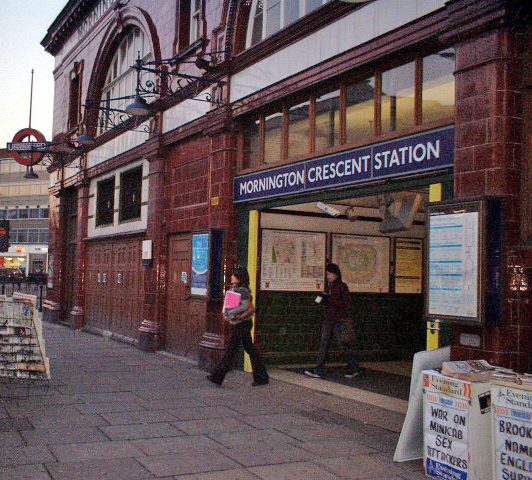
Die Londoner U-Bahn-Station Mornington Crescent, nach der das Spiel benannt ist.

Mornington Crescent ist ein von Geoffrey Perkins erdachtes Spiel, das durch die BBC-Radio-4-Show I’m Sorry I Haven’t a Clue (ISIHAC) bekannt wurde. Es wurde nach der Londoner U-Bahn-Station Mornington Crescent benannt. Die Spieler spielen ihre Züge, indem sie Namen von Londoner U-Bahnhöfen nennen. Es gewinnt derjenige, der als Erster „Mornington Crescent“ ruft.
Das Spiel ist als Parodie auf komplizierte Strategiespiele gedacht.

## Das Spielen
Die Spieler setzen abwechselnd einen „Zug“, der in dem Namen einer Station der Londoner U-Bahn besteht, während ein Spielleiter (in ISIHAC war es Humphrey Lyttelton) das Spiel moderiert. Der erste Spieler, der „Mornington Crescent“ nennt, gewinnt.
Im Laufe der Zeit ist die Auswahl der Richtungen viel weiter gestreut worden als das Londoner U-Bahn-Netz, hauptsächlich, um das Spiel witziger zu machen. Es gab auch lokale Varianten wie die Slough-Version und schottische Varianten während des Edinburgh-Fringe-Festivals. In einem Spiel, das in Luton aufgenommen wurde, gingen die Spielzüge sogar bis zum Flughafen Paris-Charles de Gaulle, Newski Prospekt und Pennsylvania Avenue. Ein Zug nach Luton High Street wurde wegen zu weiter Entfernung für ungültig erklärt.
Wegen des Kultstatus der Show wird das Spiel auch von Fans auf Usenet und in Webforen gespielt, was den Mythos um die Spielregeln noch erhöht hat.

## Spielregeln
Es gibt im Jahr etwa 200 Menschen, die an die Show schreiben und nach den Regeln fragen. Gewöhnlich werden sie an „NF Stovold’s Mornington Crescent: Rules and Origins“ weiter verwiesen und darauf aufmerksam gemacht, dass es vergriffen ist. Es wird ihnen geraten, „im örtlichen Buchladen“ nach einer Ausgabe von The Little Book of Mornington Crescent von Tim, Graeme, Barry und Humph zu fragen.
Das führt den Hauptwitz des Spiels weiter: es gibt eigentlich weder Regeln noch ein 'Spiel' – das Spiel wird nur wegen des Unterhaltungswerts gespielt, den man als Spieler beim Zusehen der Zuschauerreaktionen gewinnt. Das verborgene Ziel ist es, einen Anschein von großem Können und Strategie zu wahren, was mithilfe von beinah absurd komplexen und langwierigen Regeln und Strategien erreicht wird. Das Spiel funktioniert so als Parodie auf Spiele und Sportarten, in denen sich ähnlich umständliche Systeme entwickelt haben. Das ist ein offenes Geheimnis und nur wenige, wenn überhaupt irgendwelche, Zuschauer erliegen der Illusion. Trotzdem ist es möglich, dass Leute in das Spiel verwickelt werden, ohne es zu merken, und die so versuchen, das Spiel ernsthaft zu spielen. Auf diese Art hat es einige Ähnlichkeit mit Partyspielen, in denen nur wenige die geheimen Regeln kennen. Aber anders als diese Spiele, die bestimmte, aber geheime Regeln haben, die die neuen Spieler herausfinden müssen, ist der Sinn bei Mornington Crescent, die Fiktion aufrechtzuerhalten, dass die Regeln gut definiert, aber zahlreich sind und dass die Spielzüge ganz und gar nicht beliebig sind.
Wie Humphrey Lyttelton sagt: „Das Regelbuch wird von der reizenden Samantha mit unnachahmlicher Exaktheit geführt und sie schläft mit den Regeln unter ihren Kopfkissen. Da es inzwischen 17 Bände sind, gehen ihr langsam die Kissen aus.“
Die folgende Auswahl an strategischen Tipps von Graeme Garden vermittelt eine gute Andeutung von der Art der „Regeln“, die vorgelegt werden:
- Wenn man die Stationen, die mit F, J, O und W beginnen, ausspart, zwingt man den Mitspieler zu einem ellipsenförmigen Fortschreiten von Nord nach Süd.
- In der Defensive ist es enorm wichtig, einen bereits starken äußeren Quadranten, z. B. Pentonville Road, zu festigen.
- In einem Spiel mit geradlinigen Regeln ist es unzulässig, umgekehrt zu ziehen, was in anderen Fällen eine starke Taktik ist.
- Die Dreieckseröffnung wird jeden der drei möglichen umgekehrten Züge blockieren und wird gewöhnlich früh im Spiel eingesetzt (bevor die Mittellinie geviertelt wurde), so dass das Risiko eines diagonalen Zugs vernachlässigbar wird, wie auch die Möglichkeit einer Viertelung.
- Die seitliche Verlagerung bricht entscheidend die horizontalen und vertikalen Versuche des Gegners.

Es gibt einige Anhaltspunkte, dass es in den frühen Tagen einige einfache Regeln gab, die die Spieler kannten, aber das Publikum nicht. Der Umstand, dass das Publikum die Regeln nicht kannte, war ein Insiderwitz für die Spieler. Da aber niemand den Unterschied bemerken würde, wurden diese Regeln nur frei befolgt und später vollkommen aufgegeben. Da alle, die schon lange am Spiel beteiligt sind, sehr geheimnisvoll um dessen Regeln tun, ist es recht schwierig, die ursprünglichen herauszufinden, aber sie könnten auf dem Straßenatlas von London und einigen einfachen Regeln bestanden haben, welche Seiten man von der vorherigen aufschlagen durfte und welche nicht. Der Sinn des Spiels war es, den Gegner davon abzuhalten, die Seite mit Mornington Crescent im nächsten Spielzug aufzuschlagen.

### Wiederkehrende Themen
Indem sich das Spiel entwickelt hat, sind einige Regeln aufgetaucht und diese werden in Nebenbemerkungen der Spieler erwähnt:
- Grundsätzlich ist ein Zug nach Mornington Crescent früh im Spiel nicht erlaubt – es wird impliziert, dass es einige Zeit oder ein Punktesammeln erfordert. Tim Brooke-Taylor begann einmal eine Runde mit „Mornington Crescent“, was missbilligt wurde, weil er damit den grundsätzlichen Verhaltenskodex des Spiels gebrochen habe (das Publikum war trotzdem begeistert und Tim wurde zum Sieger erklärt, nachdem Humph auf den „Publikums-Klatschometer“ verwiesen hatte).
- Verschiedene Regelsammlungen wie die „Finsbury-Regeln“ werden aufgerufen und sind gewöhnlich das Thema weiterer Nebenbemerkungen im Spiel.
- Bestimmte Züge werden vom Publikum durch Applaus honoriert oder mit hörbarem Erstaunen wahrgenommen. Die Reaktion des Publikums kann auch das Spiel formen. In einer Ausstrahlung applaudierte ein einzelner Mensch Willie Rushton, was dazu führte, dass Rushton von Graeme Garden geschnitten wurde.
- Spieler können „im Löffel“ sein, was ihre Züge auf unspezifizierte Weise begrenzt. Während einer Ausstrahlung 1995 erklärte der Spielleiter, dass dies eine Korruption des eigentlichen Terms „in Spain“ (engl.: „in spoon“ – „in Spain“) sei. Wie das geschieht, welchen Effekt es hat oder, wie der Spielleiter grübelte, was der Spieler in Spanien tun könnte, wurde niemals aufgedeckt.
- Es gibt ähnliche Zustände, die „Knip“ (engl. nip = dt.: 'Spalt', 'Kniff') (oder „Knid“) und „prig“ heißen.
- Ein Zug nach Mornington Crescent kann in einigen Zügen im Voraus vorhergesagt werden, wie beim Schach: „Mornington Crescent in zwei Zügen“.
- Aldwych ist immer ein gefährlicher Zug.
- Veränderungen am U-Bahn-Netz aus der Wirklichkeit werden manchmal im Spiel erwähnt, besonders als der wirkliche Bahnhof Mornington Crescent geschlossen war, weil die Aufzüge erneuert werden mussten. Angeblich wurde sehr schnell ein „Regelkomitee“ gegründet, um die nötigen Verbesserungen durchzuführen, um das Spiel weiter spielen zu können. (Die Situation wurde erst klar, als Graeme Gardens triumphaler Gewinn für ungültig erklärt wurde.) Das ISIHAC-Team gründete einen Ulk-Wohltätigkeitsverein, den „Mornington Crescent Aufzugreparatur-Fonds“.

In Fanspielen werden die Regeln und ihre Variationen routinemäßig ausgebaut und variiert.

### Geheimniskultur
Teil des Spaßes (und fast der Sinn) ist es, so zu tun, als seien die Regeln real (d. h. festgelegt). Es gibt Andeutungen auf ein schwer fassbares Regelwerk und auf Stovold, und die große Unklarheit der Regeln ist die Hauptquelle des Humors. Die Spieler verweisen manchmal auf die International Mornington Crescent Society (IMCS), angeblich die dominante Gesellschaft für das Aufstellen und Überwachen der Regeln.
Unter Mornington Crescent-Fans gehört es zum guten Ton, die Fiktivität der Regeln nicht zuzugeben. Das liegt daran, dass es zwar wahr ist, dass die Spielregeln fiktiv sind, dass aber Mornington Crescent – wie jede komplexe soziale Aktivität – unvermeidlich soziale Regeln entwickelt, die nicht fiktiv sind, obwohl sie gut von einer Clique zur nächsten unterschiedlich sein können. Um den einfachsten Fall zu nehmen: ein Spieler, der beständig mit seinem ersten Zug ‚gewinnt‘, wird entweder sehr schnell die Lust am Spielen verlieren oder bei den Mitspielern nicht mehr beliebt sein, die das Spiel ‚richtig‘ spielen. Eins der reizenden Paradoxe des Spiels ist, dass man es trotz der ‚fehlenden‘ Regeln spielen kann – aber nur, wenn man mit der zentralen Illusion des Spiels kooperiert.

### Veröffentlichungen
In den 1990er Jahren sendete Radio 4 ein Weihnachtsspezial Mornington Crescent Explained (dt.: Mornington Crescent erklärt) eine „zweiteilige Dokumentation“ über Mornington Crescent. Teil eins war eine Geschichte des Spiels und Teil zwei die Regeln. Am Ende der Ausstrahlung von Teil eins gab es eine Ansage, dass Teil zwei wegen Planungsschwierigkeiten verschoben werden müsse.
Teil zwei wurde Heiligabend 2005 gesendet. Es hieß „In Search of Mornington Crescent“ und wurde von Andrew Marr gesprochen.
Zwei Bücher über die ‚Regeln‘ und die Geschichte sind veröffentlicht worden:
- The Little Book of Mornington Crescent (2001; ISBN 0-7528-1864-3) von Graeme Garden, Tim Brooke-Taylor, Barry Cryer und Humphrey Lyttelton
- Stovold's Mornington Crescent Almanac (2001; ISBN 0-7528-4815-1) von Graeme Garden

In den späten 1980er Jahren stellte Roger Heyworth, ein Direktor von Gibsons Games, die Idee zur Debatte, ein Mornington-Crescent-Spiel zu verkaufen. Dieses Spiel sollte aus einer leeren Schachtel mit einem Zettel darin bestehen, auf dem Werbung für einen Club von Liebhabern gestanden hätte. Der Plan wurde wegen der zu erwartenden hohen Anzahl an Beschwerden abgewiesen. In den späten 1990ern schlug er der BBC ein Kartenspiel vor, aber auch dies wurde abgewiesen, weil es zu ernst für eine Ausgliederung aus einem Comedy-Spiel sei.
Ab 1997 wurde ein Versuch unternommen, eine tatsächlich spielbare Version des Spiels zu entwickeln, mit den Mitteln eines Nomics. Diese Idee wurde inspiriert von der Neigung von Nomics, Subspiele zu entwickeln, und der Beobachtung, dass Nomic-Spieler immer ihre Spiele verkomplizieren, um sie interessant zu halten. Mornington Nomic war für einige Zeit ein erfolgreiches Nomic und wurde tatsächlich zu einem interessanten und spielbaren Spiel, das der Form von Mornington Crescent entsprach. Während aber das Nomic 2001 im Sande verlief, blieben die entstandenen Regeln für Mornington Crescent erhalten.

## Varianten
Wenn Humphrey Lyttelton (Humph) eine Runde Mornington Crescent während einer ISIHAC-Sendung ansagt, nennt er gewöhnlich einen Satz spezieller Regeln für diese Runde mit an, wie zum Beispiel ‚Trumpington-Variationen‘, oder ‚Tudor Hofregeln‘. Das bedeutet, dass jede Folge von ISIHAC, in der Mornington Crescent gespielt wird, eine neue Variante einführt. Verschiedene ISIHAC-Fanseiten im Internet haben diese Regeln dokumentiert, wie sie von Humph beschrieben werden. Ähnliches Erfinden und Weiterentwickeln kann man auch bei Gruppen beobachten, die Mornington Crescent außerhalb der Show spielen.
Letztendlich kann man Mornington Crescent nach jedem Fahrplan spielen, egal ob U-Bahn, Bus oder Straßenbahn, den die Spieler zur Verfügung haben. Man kann es eigentlich sogar nach jeder ausreichend beliebigen Liste spielen (zum Beispiel ‚Orgelpfeifen Crescent‘ oder ‚Kneipennamen-Crescent‘). Alles, was benötigt wird, sind ausreichend Exemplare der Karte oder der Liste und eine Übereinkunft, welcher Punkt der Karte Mornington Crescent entspricht.
Einige Spielvarianten:
- In Schweden wird das Spiel manchmal von Science-Fiction-Fans gespielt, die das Tunnelbanan-Netz und Stora Mossen als das Ziel verwenden.[5][6]

- In Québec wird das Streckennetz der Metro Montreal und Lucien-L’Allier als das Ziel genutzt.

- Das Paris-Métro-Spiel hat Château d'Eau als Ziel. Quellen: [7][8]. Siehe auch 'Mornington Croissant' – [9].

- Einige Folgen von ISIHAC, die beim Edinburgh Fringe Festival gesendet wurden, spielten mit der örtlichen Variante – genannt Morningside Crescent, nach einer Wohngegend in Edinburgh.

- Wikington Crescent ist eine Variante, die unter Verwendung von der Online-Enzyklopädie Wikipedia gespielt wird.  Die Spieler beginnen mit einem ‚zufälligen Artikel‘ und müssen zum Mornington Crescent (London Underground)-Artikel navigieren, indem sie sich durch die Links in dem zufälligen Artikel und den damit verbundenen klicken. Je weniger Links verwendet werden, desto besser ist das Spiel. Zum Beispiel braucht man auf der englischen Wikipedia von Matterhorn nach Mornington Crescent (London Underground) vier Links.

- Es gibt auch eine Variante, die auf Straßennamen auf der Isle of Thanet gespielt wird und die Wellington Crescent heißt.

In der am 11. Juni 2007 gesendeten Ausgabe wurde ein ‚Computerspieler‘ (mit weiblicher Stimme) eingeführt. Sie verbrachte aber mehr Zeit damit, dem Spieler Stephen Fry Komplimente zu seiner cleveren Art zu spielen zu machen, als wirklich mitzuspielen.

## Kulturelle Verweise
- Science-Fiction-Autor Michael Moorcock verwendete in einem Comic mit dem Titel Michael Moorcock's Multiverse einen Verweis auf das Spiel.
- Aufgabe #101 der 2005er University of Chicago-Schnitzeljagd war es für einen Spieler jedes Teams, „an einer Email-Adaption des Spielklassikers Mornington Crescent teilzunehmen“, unter Verwendung des Chicagoer Schienennetzes. Die Teilnehmer wurden gewarnt, „wir werden dem Standard Thurgood-Hamilton-Konversionsalgorithmus folgen, aber halbseitige Abzweigungen nicht erlauben.“[10]
- Nach dem Tod von Willie Rushton 1996, einem der langjährigen ISIHAC-Spieler, wurde seinem Leben 2002 mit einer Blue Plaque (blaue Plakette) am Fahrkartenschalter der U-Bahn-Station Mornington Crescent gedacht. („Willie Rushton: Satirist“)
- In dem Alternate Reality Game Perplex City, gibt es im blauen Bannset eine Karte #140 mit dem Namen „Mornington Crescent“. Das Rätsel ist es, das wirkliche Spiel, basierend auf Stationen in Perplex City, herauszufinden. Die Karte erklärt die Regeln nicht – mit der Begründung, dass es die Intelligenz der Spieler beleidigen würde.
- „The Steep Approach to Garbadale“ von Iain Banks erwähnt das Spiel als eine Erfindung einer erdachten Firma Wopuld Ltd. und wird als „ein Spiel auf der Grundlage des Streckenplans der London Underground mit einem komplizierten doppelten Spielbrett“ beschrieben.
- Im 11-Tage-Empire des Faction Paradox werden wichtige Reliquien in Stacks aufbewahrt, einem Labyrinth, das aus Geistern von Londoner U-Bahn-Stationen erbaut wurde. Die Bahnhöfe „können nur erreicht werden, indem man einer komplexe Reihe ritueller Züge folgt“; Mornington Crescent ist besonders schwierig zu erreichen.